# Аксель Каммерер
Аксель Каммерер (нім. Axel Kammerer; нар. 21 липня 1964, Бад-Тельц, Баварія) — німецький хокеїст, нападник, згодом хокейний тренер.

## Ігрова кар'єра
Хокейну кар'єру розпочав 1983 року розпочав виступами за рідний клуб «Бад Тельц».
Протягом професійної клубної ігрової кар'єри, що тривала 17 років, захищав кольори команд «Бад Тельц», «Розенгайм», БСК «Пройзен», «Кауфбойрен» та ХК «Ратінген».

## Тренерська кар'єра
У сезоні 2000/01 асистент головного тренера клубу «Кассель Хаскіс». У сезоні 2002/03 асистент головного тренера клубу «Кельнер Гайє». У наступному сезоні повертається до «Кассель Хаскіс» але до кінця сезону не доробив через незадовільні результати.
З 2005 по 2009 головний тренер «Бад Тельц». З 2009 по 2011 очолює клуб ДХЛ «Швеннінгер ЕРК Вайлд Вінгс». Також, два роки 2012/13, очолював клуб СК «Ріссерзеє». З 2014 очолює італійській клуб «Віпітено Бронкос» (Серія A).